# Rubellii
La gens Rubellia était une famille plébéienne de la Rome antique. Les membres de cette gens sont mentionnés pour la première fois à l'époque d'Auguste, et ils ont acquis une notoriété, lorsque deux d'entre eux ont obtenu le consulat : Gaius Rubellius Blandus en 18, et Lucius Rubellius Geminus en 29.

## Origine
Le premier des Rubellii mentionnés dans l'histoire était originaire de Tibur dans le Latium. À l'origine une ville sabine, Tibur est devenue une partie du territoire romain à la fin de la guerre latine en -338, et ses habitants ont acquis la pleine citoyenneté romaine pendant la guerre sociale. Le nomen Rubellius appartient à une classe de gentilicia formée en utilisant le suffixe diminutif -ellius, généralement dérivé d'autres noms gentilices. Dans ce cas, la racine peut avoir été un nom tel que Rubius, Rubrius ou Rufius, dérivé de ruber, rougeâtre ou vermeil, ou rufus, rouge.

## Praenomina
Les principaux praenomina des Rubellii étaient Gaius et Lucius, les deux noms les plus courants tout au long de l'histoire romaine.

## Membres
La famille principale des Rubellii portait le nom de famille Blandus, charmant ou flatteur.

### Rubellii Blandi
- (Rubellius);
  - ? Caius Rubellius, (v.-80 - ap.-43)
  - Lucius Rubellius Blandus, (v.-70 - ?), rhéteur de Tibur[4];
    - Caius Rubellius Blandus, (v.-40 - ?), proconsul de Crète et Cyrénaique[5],[6] ;
      - Caius Rubellius Blandus, (v.-15 - v.38), consul suffect en 18[7],[8],[9];
        - Rubellius Blandus, aristocrate romain cité par Juvénal[10]
        - Rubellius Plautus, (v.34 - 66)[11],[12].
          - (Rubellius), (? - 66);
          - (Rubellius), (? - 66);

        - Rubellius Drusus[13] ;

      - Rubellia Bassa, (v.-10 - ap.38), épouse de Caius Octavius Laenas ;
      - ? Lucius Rubellius Geminus, (v.-5 - ap.29), consul en 29[14],[8]
        - Lucius Rubellius Geminus Caesianus, fils adoptif du précédent, enterré à Rome, âgé de treize ans et cinq mois[15].

### Autres
- Rubellia Blanda, enterrée à Thubursicum en Afrique Proconsularis, âgée de soixante-quinze ans[16].
- Caius Rubellius Niger, inhumé à Macomades, (province de Numidie), décédé à 75 ans[17].
- Sergius Rubellius Anthon, affranchie de Servius Rubellius Plautus[18].

## Voir également
- Liste des gens romaines